# Wim van 't Veld
Willem (Wim) van 't Veld (Rotterdam, 23 april 1931 – Dordrecht, 13 november 2016) was een Nederlands politicus van de PvdA.
Hij was werkzaam bij de gemeentesecretarie van Strijen en later van Nieuwenhoorn voor hij in 1961 waarnemend gemeentesecretaris werd van de gemeenten Arkel en Kedichem. Begin 1967 werd hij de gemeentesecretaris van die gemeenten; een functie die tot dan gecombineerd werd met het burgemeesterschap. In die tijd was hij daarnaast onder meer lid van de Provinciale Staten van Zuid-Holland. In 1974 werd Van 't Veld burgemeester van Heinenoord en in oktober 1980 volgde zijn benoeming tot burgemeester van Poortugaal. Op 1 januari 1985 fuseerden Rhoon en Poortugaal tot de nieuwe gemeente Albrandswaard waarmee zijn functie kwam te vervallen. Een jaar later werd Van 't Veld burgemeester van Vianen waar hij tot 1991 zou blijven.
Eind 2016 overleed Van 't Veld op 85-jarige leeftijd. Hij was Ridder in de Orde van Oranje-Nassau.